# Sparlotteri
Ett sparlotteri är en form av lotteri där vinstchansen kopplas till sparande i bankkonto eller värdepapper. Vanligen sätts hela eller delar av räntan av till en vinstpott som fördelas mellan spararna genom lottdragning. Till skillnad från ett vanligt lotteri förbrukas alltså normalt inte det insatta kapitalet. Sparlotterier har visats kunna öka sparandet i sämre bemedlade grupper, som normalt inte sparar i någon större utsträckning.

## Historik
Premieobligationer kan ses som en form av sparlotteri. De tidigaste beläggen för värdepapper som liknar premieobligationer kommer från 1690-talets England. Eftersom det rör sig om en obligation med fast löptid så måste denna säljas om spararen vill frigöra kapitalet innan löptidens slut.
De tidigaste kända exemplen på bankkonton kopplade till lotterier är från tiden efter andra världskriget i Turkiet, Japan, Tyskland och Sverige. I Sverige infördes 1950 ett statligt subventionerat sparlotteri med syfte att öka incitamenten för att delta i det då nystartade lönsparandet för ungdomar. Namnet ändrades sedermera till vinstsparande och 1985 togs den statliga subventionen bort. Under 1980- och 1990-talen deltog uppskattningsvis halva Sveriges befolkning i vinstsparande. I Tyskland kallas den vanligaste formen av sparlotteri för Gewinnspar och har funnits sedan 1952.

Vinnare i det amerikanska sparlotteriet Yotta i november 2021 med en prischeck på 37 990 dollar.

Under 1990-talet blev sparlotterier populärt i Latinamerika. I USA var denna kombination av sparande och lotteri, på engelska prize-linked savings account eller lottery-linked deposit account, otillåten fram till 2014 då en ny lag öppnade möjligheten för delstaterna att tillåta och reglera sparlotterier. År 2023 hade 32 delstater öppnat upp för någon form av sparlotteri.